# Domenica Gaudete

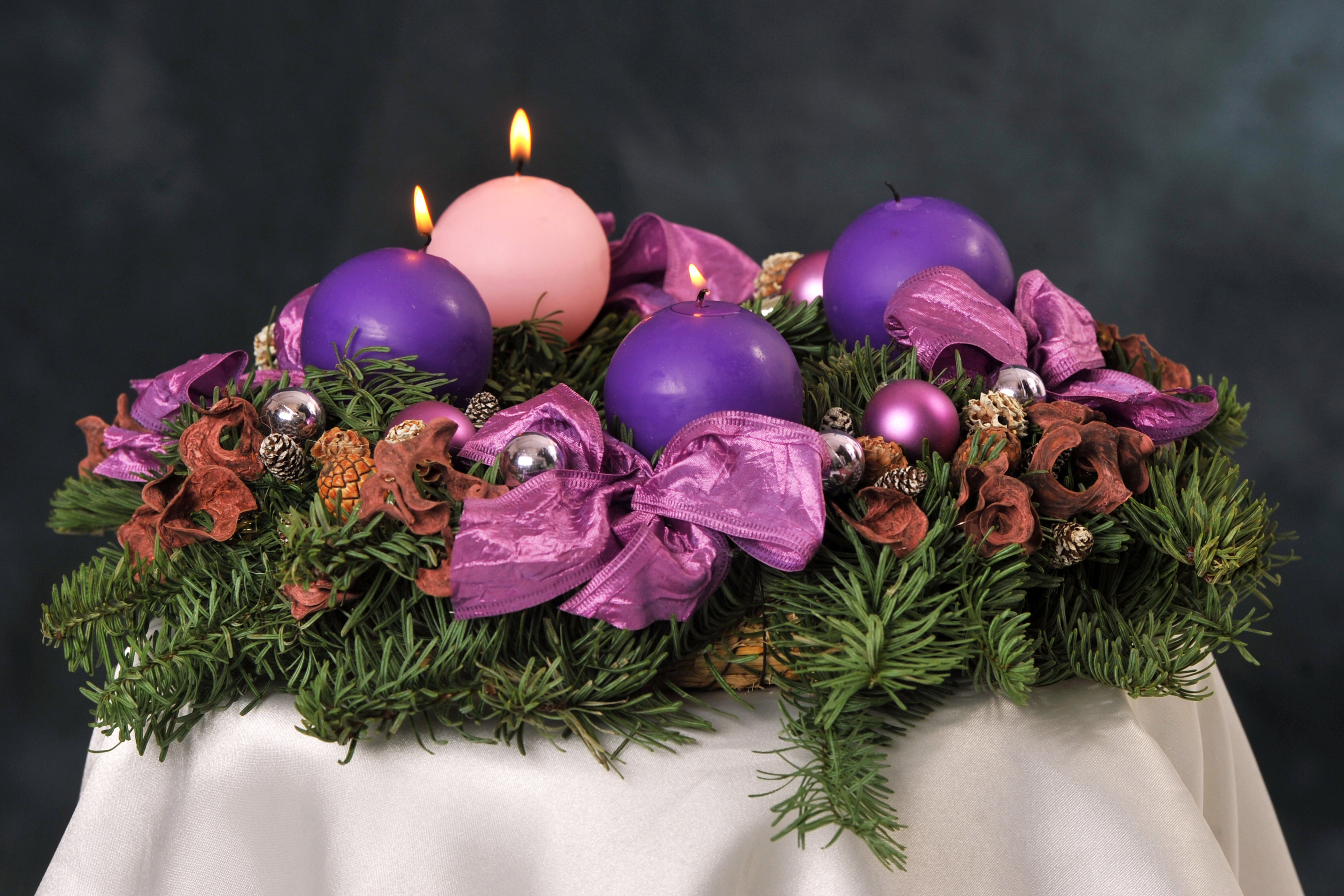
Nella corona dell'Avvento la candela rosa rappresenta la Domenica Gaudete, di cui riprende il colore liturgico.

La Domenica Gaudete (Dominica Gaudete in latino) è la terza domenica dell'Avvento, uno dei tempi dell'anno liturgico della Chiesa cattolica di rito romano.

## Nome

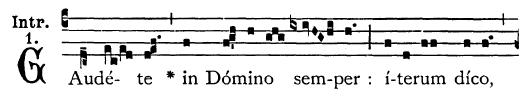
Incipit in canto gregoriano dell'antifona d'ingresso della Domenica Gaudete

A questa domenica è dato il nome Gaudete, l'incipit (la prima parola) del testo della messa nel rito romano. Di tale testo il primo elemento è l'antifona d'ingresso ossia l'introito, che in latino comincia con la frase "Gaudete in Domino semper: iterum dico, gaudete. Dominus enim prope est": in italiano, "Rallegratevi sempre nel Signore, ve lo ripeto: rallegratevi. Il Signore è vicino."
Si tratta di una citazione della Lettera ai Filippesi 4,4-5
In edizioni del Messale Romano prima di quella del 1969, la citazione è più completa: "Gaudete in Domino semper: iterum dico, gaudete. Modestia vestra nota sit omnibus hominibus: Dominus enim prope est. Nihil solliciti sitis: sed in omni oratione et obsecratione cum gratiarum actione petitiones vestrae innotescant apud Deum." (Con il permesso del vescovo diocesano, seguendo gli orientamenti della Santa Sede, si può ancora usare l'ultima di tali edizioni, quella del 1962).

## Particolarità di questa domenica
Come indicato nell'antifona di ingresso, la terza domenica, a metà circa del tempo di Avvento, anticipa un po' la gioia del Natale che si avvicina. Per i paramenti può essere utilizzato il colore liturgico rosa al posto del viola, unico colore possibile negli altri giorni di questo periodo.
Però nella Domenica Gaudete, come in tutto l'Avvento, "l'organo e altri strumenti musicali siano usati con quella moderazione che conviene alla natura di questo Tempo, evitando di anticipare la gioia piena della Natività del Signore".